# Titanis walleri

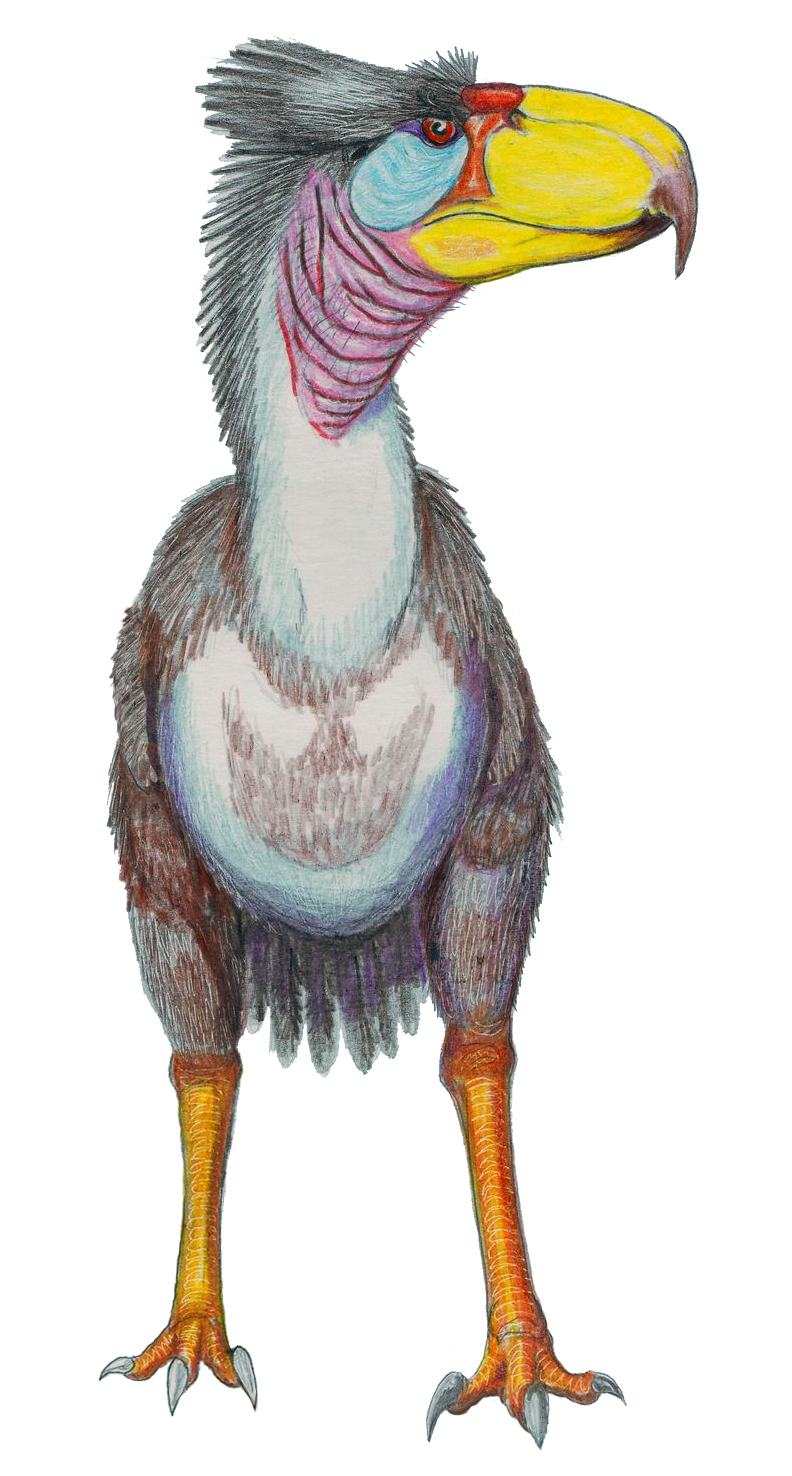
Rekonstruktion av Titanis walleri.

Titanis walleri, utdöd och enda funna fågelart inom släktet Titanis, en gigantisk flygoförmögen fågel som levde för cirka 2 miljoner år sedan i nuvarande Nordamerika. T. walleri var en av de största arterna och också den yngsta utvecklingslinjen inom familjen Phorusrhacidae som i vardagligt tal brukar kallas terrorfåglar. Arten är en av de få exemplen på ett djur som härstammar från Sydamerika och som spridit sig till Nordamerika efter att Panamanäset hade bildats. I Nordamerika har man ännu inte funnit några fossil efter förfäder till T. walleri. Endast ett fåtal ben av T. walleri har funnits på några olika platser i Florida och på en plats utmed Texas kust. Inget helt skelett är känt av Nordamerikas enda art inom familjen Phorusrhacidae.
Arten var cirka tre meter hög men stora individuella skillnader förekommer. De hade en mycket stor och grov näbb med nedåtböjd spets och proportionellt små kloförsedda vingar. Dess föda bestod bland annat av hästar. Paleontologen, professor Bruce McFadden och hans kollegor avvisar teorin om att rasen inte dog ut förrän för 15 000 år vilket dateringar antyder, sedan alla fossila fynd som påträffats varit minst 2 miljoner år gamla.